# 普雷里德朗鎮區 (伊利諾伊州聖克萊爾縣)
普雷里德朗鎮區（英語：Prairie du Long Township）是位於美國伊利諾伊州聖克萊爾縣的一個行政鎮區。

## 地方資料
根據2010年美國人口普查的數據，普雷里德朗鎮區的面積為93.20平方千米，當中陸地面積為92.00平方千米，而水域面積為1.20平方千米。當地共有人口26467人，而人口密度為每平方千米283.98人。